# Jatiwarna
Jatiwarna is een bestuurslaag in het regentschap Kota Bekasi van de provincie West-Java, Indonesië. Jatiwarna telt 23.273 inwoners (volkstelling 2010).